# Volodymyr Malyshev
Malyshev Volodymyr Stepanovych là một thượng tướng của quân đội nhân dân Ukraina, Thứ trưởng nhân dân Ukraina các nhiệm kỳ hiệp hội thứ V, VI, VII (2006-2014), Tiến sĩ Luật (2013), Luật sư danh dự của Ukraina (1997), Công dân danh dự của quận Alexander, vùng Donetsk (quyết định số 4/35-235 Hội đồng vùng Alexander ngày 21.12.2005), nhà từ thiện, nhà hảo tâm.
Ông sinh ngày 26 tháng 7 năm 1950 tại Stalino (sau này đổi tên thành Donetsk vào năm 1961).
Cha ông, ông Malyshev Stepan Kuzmich (21 tháng 10 năm 1904) là một bác sĩ thú y, từng tham gia chiến tranh và dành cả đời làm việc tại nhà máy luyện kim Donetsk.
Mẹ ông, bà Malysheva Galyna Dmytrivna (13 tháng 7 năm 1904) là một bà nội trợ.